# Nemesio Mogrobejo
Nemesio Mogrobejo y Abásolo (Bilbao, 25 de marzo de 1875-Graz, 6 de abril de 1910) fue un escultor español.

## Biografía
Nacido el 25 de marzo de 1875 en el casco viejo bilbaíno, fue el décimo hijo de Nemesio Valentín Mogrovejo y Buón, y de Nicolasa Abásolo Zalabarría, natural de la localidad alavesa de Menagarai.
En un principio se formó en la Escuela de Artes y Oficios de Bilbao, donde conoció a Ángel Larroque, con el que trabó amistad. Juntos frecuentaron las clases que impartía por esas fechas Anselmo Guinea.
En 1894, y gracias a sendas becas de la diputación vizcaína, Mogrobejo y Larroque viajaron a París, donde estudiaron en la academia Julien. Es también en París donde conoce a Zuloaga, Pablo Uranga y, sobre todo, a Francisco Durrio, con el que llegó a compartir habitación. 
En París, en las clases nocturnas de la academia Colarossi, coincidió en 1896 con la austriaca Paula Scheneck, natural de Graz, con la que iniciaría una apasionada relación sentimental. Una vez finalizada la beca, la pareja viajó por España y Alemania, y se estableció por un tiempo en Bruselas, donde nació un hijo. El 7 de junio de 1898 fallecen Paula y el niño. Tras superar un periodo de intenso dolor, Nemesio comienza a esculpir la tumba de la amada, que será expuesta un año después en Viena. Es un relieve de estructura orgánica y cuenta con un poema de Charles Morice inserto de modo curvilíneo en la propia materia, coronada por una figura femenina, desnuda.
El contacto con la obra de Rodin hizo que el propio trabajo de Mogrobejo (es por esa época cuando comienza a escribir su apellido con B) se apartara del academicismo imperante.
Gracias a una nueva beca, a la que también optó Larroque y que también consiguió, Mogrobejo se trasladó a Italia por un espacio de cuatro años. En Roma y Florencia desarrolló gran parte de su obra, plena de modernismo. 
Fruto de su amistad con los hermanos Arrue fue su participación en la fundación del semanario El Coitao, breve pero interesante experiencia de prensa satírica en el Bilbao de principios del siglo XX.
Trasladado a Barcelona, donde estuvo trabajando en unas esculturas en bronce, fue en la ciudad catalana donde la tuberculosis que llevaba arrastrando desde un tiempo le impidió continuar con la intensa labor escultórica. Tras un breve paso por diversas localidades de la Toscana en busca de reposo, y sintiendo cercana la muerte, Mogrobejo se trasladó a Graz, en Austria, deseando morir en el mismo lugar que su amada Paula. Allí falleció el 6 de abril de 1910.
Cuando la noticia de su fallecimiento llegó a Bilbao, sus amigos, encabezados por el crítico de arte Juan de la Encina organizaron una exposición-homenaje en su ciudad natal. Cuando, años después, la Asociación de Artistas Vascos hubo de buscar un emblema para su institución, eligió un bajorrelieve de plata obra de Mogrobejo, uno de sus últimos trabajos.

## Obra
Junto con Francisco Durrio supuso la renovación en la escultura vasca e introdujo en España las líneas del modernismo.
Con ocasión de la exposición póstuma celebrada en Bilbao, Miguel de Unamuno dijo: «Ahí tenéis la carne, la carne del dolor, pero también del placer, perpetuada en bronce y mármol, después de palpitar en barro».

## Selección de obras
- Risveglio (El despertar)[9]
- Eva[10]
- Busto de Anselmo Guinea[11]
- Hero y Leandro[12]
- La muerte de Orfeo[13]
- Busto de Alejandro Zaballa
- Busto de Salustiano Mogrovejo
- Panteón de la familia Gandarias[14]